# Covers (James Taylor)
Covers è un album discografico di James Taylor, uscito nel 2008.

## Tracce
1. It's Growing — 4:08 (Smokey Robinson, Warren Moore)
2. (I'm a) Road Runner — 3:17 (Holland-Dozier-Holland)
3. Wichita Lineman — 3:41 (Jimmy Webb)
4. Why Baby Why — 2:41 (Darrell Edwards, George Jones)
5. Some Days You Gotta Dance — 2:39 (Troy Johnson, Marshall Morgan)
6. Seminole Wind — 4:50  (John Anderson)
7. Suzanne — 3:36 (Leonard Cohen)
8. Hound Dog — 3:03 (Jerry Leiber and Mike Stoller)
9. Sadie — 4:35 (Joseph Jefferson, Charles Simmons, Bruce Hawes)
10. On Broadway — 4:11 (Jerry Lieber, Mike Stoller, Cynthia Weil, Barry Mann)
11. Summertime Blues — 2:40 (Eddie Cochran, Jerry Capehart)
12. Not Fade Away — 2:46 (Buddy Holly, Norman Petty)